# Prowincja Bidżaja
Prowincja Bidżaja (arab. ولاية بجاية, berb. Bgayet, fr. Béjaïa) – jedna z 48 prowincji Algierii, znajdująca się w północnej części kraju. 